# Otto Gertz
Otto Daniel Gertz, född den 20 maj 1878, död den 15 februari 1948, var en svensk botaniker, bror till fysiologen Hans Gertz och psykologen Elof Gertz.
Gertz blev filosofie doktor vid Lunds universitet 1906 på avhandlingen Studier öfver anthocyan, docent i botanik där samma år, tillförordnad professor i fysiologisk botanik där 1909-1911 och 1913-1915, lektor i biologi och kemi vid Lunds högre allmänna läroverk från 1915, sekreterare i Skånes naturskyddsförening från 1919, bibliotekarie vid botaniska institutionen i Lund från 1923. 
Gertz utgav, förutom åtskilliga läroböcker, ett stort antal arbeten inom skilda områden av botaniken, bland vilka, utöver gradualavhandlingen, kan nämnas undersökningar Cuscuta-växternas biologi, klyvöppningarnas morfologiska utbildningsformer, groddknopparnas gronings- och utvecklingsbetingelser hos Lunularia, oxidationsenzymernas utbrednings- och verkningssätt med flera. Han behandlade torvmossarnas paleontologi, naturskyddsfrågor med mera och lämnade värdefulla bidrag till botanikens historia, särskilt Linnéforskningen. Han var även medarbetare i Svensk Uppslagsbok.